# Xã Maxatawny, Quận Berks, Pennsylvania
Xã Maxatawny (tiếng Anh: Maxatawny Township) là một xã thuộc quận Berks, tiểu bang Pennsylvania, Hoa Kỳ. Năm 2010, dân số của xã này là 7.906 người.